# Sächsische VII TOV
| VII TOV                 | VII TOV                                |
| ----------------------- | -------------------------------------- |
|                         |                                        |
| Anzahl:                 | 4                                      |
| Nummerierung:           | 732, 733, 752, 753 1413–1416 (ab 1892) |
| Hersteller:             | Sächsische Maschinenfabrik, Chemnitz   |
| Indienststellung:       | 1885, 1887                             |
| Ausmusterung:           | bis 1923                               |
| Bauart:                 | B n2vt                                 |
| Länge über Puffer:      | 6.744 mm                               |
| Treibraddurchmesser:    | 1.230 mm                               |
| Höchstgeschwindigkeit:  | 45 km/h                                |
| Kesselüberdruck:        | 12 bar                                 |
| Kolbenhub:              | 400 mm                                 |
| HD-Zylinderdurchmesser: | 270 mm                                 |
| ND-Zylinderdurchmesser: | 415 mm                                 |
| Rostfläche:             | 0,40 m²                                |
| Verdampfungsheizfläche: | 26,5 m²                                |
| indizierte Leistung:    | k. A.                                  |
| mittlere Achsfahrmasse: | 9,6 t                                  |
| Reibungsmasse           | 19,2 t                                 |
| Dienstmasse:            | 19,2 t                                 |
| Bremsbauart:            | verschiedene                           |

| 1492 A/B (abweichende Daten) | 1492 A/B (abweichende Daten) |
| ---------------------------- | ---------------------------- |
| Bauart:                      | B+B n4vt                     |
| Länge über Puffer:           | 12.810 mm                    |
| Reibungsmasse:               | 38,4 t                       |
| Bremsbauart:                 | k. A.                        |

Als Gattung VII TO und VII TO{\displaystyle \textstyle {\mathfrak {V}}} bezeichneten die Königlich Sächsischen Staatseisenbahnen zweifachgekuppelte Tenderlokomotiven für den Sekundärbahnverkehr. 

## Geschichte
Die auch als Omnibuslokomotiven bezeichneten kleinen Maschinen waren für den Einsatz in verkehrsschwachen Zeiten für einen triebwagenähnlichen Betrieb in Einmannbesetzung vorgesehen. Die Sächsische Maschinenfabrik vormals Hartmann lieferte 1885 und 1887 je zwei dieser zweiachsigen Nassdampf-Tenderlokomotiven, die die Gattungsbezeichnung H VII TO trugen. 
In den Jahren 1890/91 erhielten sie durch Umbau ein Verbundtriebwerk. Entsprechend wurde das Gattungszeichen in H VII TOV geändert (ab 1896 nur noch VII TOV). 
Die Ausmusterung der Lokomotiven erfolgte bis 1923, so dass die nunmehrige Deutsche Reichsbahn keine neuen Nummern mehr vergab.
Doppellokomotive 1492 A/B
Die Lokomotiven 1413 und 1414 wurden 1920 zu einer Doppellokomotive mit der Nummer 1492 A/B vereinigt. Der Einzelgänger war in die Gattung XVI TV eingeordnet und wurde 1923 ausgemustert. 
Die Idee zu solchen Doppellokomotiven, die in Deutschland – abgesehen von einigen Schmalspurlokomotiven für die Heeresfeldbahn – einmalig waren, dürfte auf die (englischen) Fairlie-Lokomotiven zurückgehen, von denen die Kgl. Sächsischen Staatsbahnen zwei Bauarten als Gattung II K bzw. I M für ihre Schmalspurbahnen beschafft hatte.

## Technische Merkmale
Die Lokomotiven besaßen einen sehr kleinen Crampton-Kessel mit Reglerdom und eine äußere Allan-Steuerung. Ursprünglich hatten sie nur eine Wurfhebelbremse, später wurden zum Teil die Haspel für die Heberleinbremse oder eine Westinghouse-Druckluftbremse nachgerüstet. 
Bei dem 1890 erfolgten Umbau auf ein Verbundtriebwerk wurde der Durchmesser des linken Dampfzylinder auf 415 mm vergrößert (Niederdruckzylinder). Der rechte Zylinder behielt seine ursprüngliche Größe (Hochdruckzylinder).